# Васюково (Вашкинский район)
Васюково — деревня в Вашкинском районе Вологодской области.
Входит в состав Покровского сельского поселения, с точки зрения административно-территориального деления — в Покровский сельсовет.
Расстояние по автодороге до районного центра Липина Бора — 84 км, до центра муниципального образования деревни Покровское — 15 км. Ближайшие населённые пункты — Речево, Степаново, Тимошино.
По переписи 2002 года население — 15 человек.